# قرشهر
مدينة قرشهر عاصمة محافظة قرشهر تقع في وسط تركيا ويبلغ تعداد سكانها حوالي 134 ألف نسمة حسب إحصائيات 2014.
تعتبر المدينة مكان جذب العديد من السائحين بعدما تم ترميمها وبناء مشاريع تجذب السائحين وهي تبتعد عن العاصمة التركية أنقرة ما يقارب ثلاث ساعات وتبعد أيضاً عن إسطنبول أحد عشر ساعة.

## المناخ
يظهر الجدول التالي التغييرات المناخية على مدار السنة لقرشهر:
| البيانات المناخية لـقرشهر                         | البيانات المناخية لـقرشهر | البيانات المناخية لـقرشهر | البيانات المناخية لـقرشهر | البيانات المناخية لـقرشهر | البيانات المناخية لـقرشهر | البيانات المناخية لـقرشهر | البيانات المناخية لـقرشهر | البيانات المناخية لـقرشهر | البيانات المناخية لـقرشهر | البيانات المناخية لـقرشهر | البيانات المناخية لـقرشهر | البيانات المناخية لـقرشهر | البيانات المناخية لـقرشهر |
| الشهر                                             | يناير                     | فبراير                    | مارس                      | أبريل                     | مايو                      | يونيو                     | يوليو                     | أغسطس                     | سبتمبر                    | أكتوبر                    | نوفمبر                    | ديسمبر                    | المعدل السنوي             |
| ------------------------------------------------- | ------------------------- | ------------------------- | ------------------------- | ------------------------- | ------------------------- | ------------------------- | ------------------------- | ------------------------- | ------------------------- | ------------------------- | ------------------------- | ------------------------- | ------------------------- |
| الدرجة القصوى °م (°ف)                             | 17.2 (63.0)               | 19.2 (66.6)               | 27.3 (81.1)               | 30.9 (87.6)               | 31.9 (89.4)               | 35.6 (96.1)               | 40.2 (104.4)              | 39.8 (103.6)              | 36.2 (97.2)               | 32.8 (91.0)               | 23.6 (74.5)               | 19.5 (67.1)               | 40.2 (104.4)              |
| متوسط درجة الحرارة الكبرى °م (°ف)                 | 4.4 (39.9)                | 6.2 (43.2)                | 11.3 (52.3)               | 16.8 (62.2)               | 21.6 (70.9)               | 26.0 (78.8)               | 29.6 (85.3)               | 29.7 (85.5)               | 25.7 (78.3)               | 19.7 (67.5)               | 12.6 (54.7)               | 6.7 (44.1)                | 17.5 (63.6)               |
| المتوسط اليومي °م (°ف)                            | −0.2 (31.6)               | 1.1 (34.0)                | 5.4 (41.7)                | 10.6 (51.1)               | 15.3 (59.5)               | 19.6 (67.3)               | 23.1 (73.6)               | 22.8 (73.0)               | 18.2 (64.8)               | 12.4 (54.3)               | 6.2 (43.2)                | 2.0 (35.6)                | 11.4 (52.5)               |
| متوسط درجة الحرارة الصغرى °م (°ف)                 | −4.2 (24.4)               | −3.3 (26.1)               | 0.2 (32.4)                | 4.7 (40.5)                | 8.7 (47.7)                | 12.5 (54.5)               | 15.8 (60.4)               | 15.6 (60.1)               | 11.1 (52.0)               | 6.4 (43.5)                | 1.2 (34.2)                | −1.7 (28.9)               | 5.6 (42.1)                |
| أدنى درجة حرارة °م (°ف)                           | −22.6 (−8.7)              | −24.6 (−12.3)             | −21.8 (−7.2)              | −8.2 (17.2)               | −1.4 (29.5)               | 2.6 (36.7)                | 6.4 (43.5)                | 5.9 (42.6)                | 1.8 (35.2)                | −6.6 (20.1)               | −14.8 (5.4)               | −22.0 (−7.6)              | −24.6 (−12.3)             |
| الهطول مم (إنش)                                   | 44.4 (1.75)               | 35.3 (1.39)               | 36.6 (1.44)               | 46.5 (1.83)               | 44.7 (1.76)               | 35.1 (1.38)               | 6.8 (0.27)                | 5.1 (0.20)                | 12.1 (0.48)               | 29.7 (1.17)               | 38.6 (1.52)               | 49.5 (1.95)               | 384.4 (15.14)             |
| متوسط الأيام الممطرة                              | 12.0                      | 10.7                      | 10.8                      | 11.9                      | 11.8                      | 7.2                       | 3.1                       | 2.1                       | 3.7                       | 7.2                       | 9.3                       | 12.3                      | 102.1                     |
| ساعات سطوع الشمس الشهرية                          | 93                        | 114.8                     | 170.5                     | 198                       | 269.7                     | 324                       | 368.9                     | 353.4                     | 288                       | 217                       | 153                       | 96.1                      | 2٬646٫4                   |
| المصدر: Devlet Meteoroloji İşleri Genel Müdürlüğü |                           |                           |                           |                           |                           |                           |                           |                           |                           |                           |                           |                           |                           |

## معرض صور

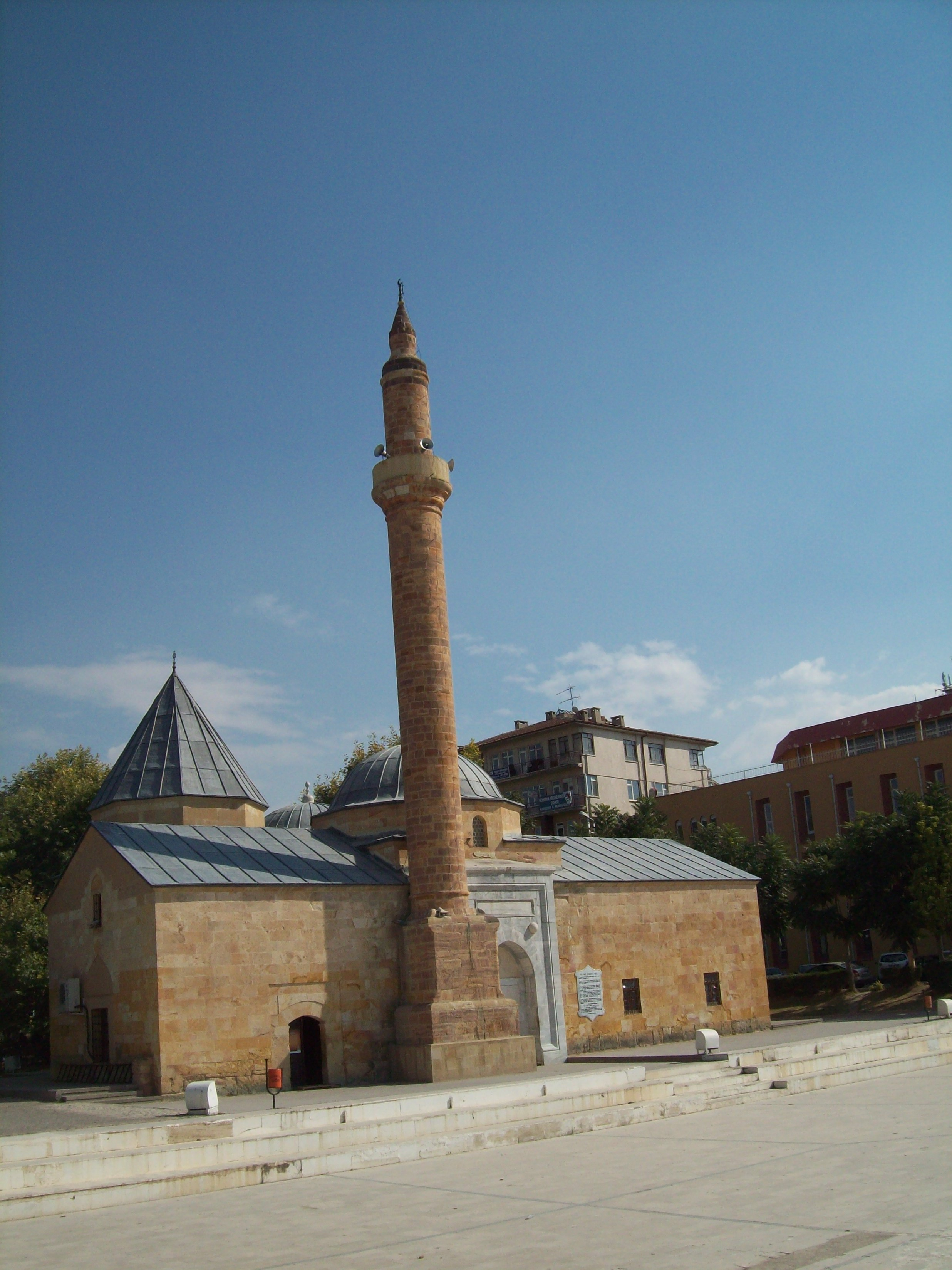
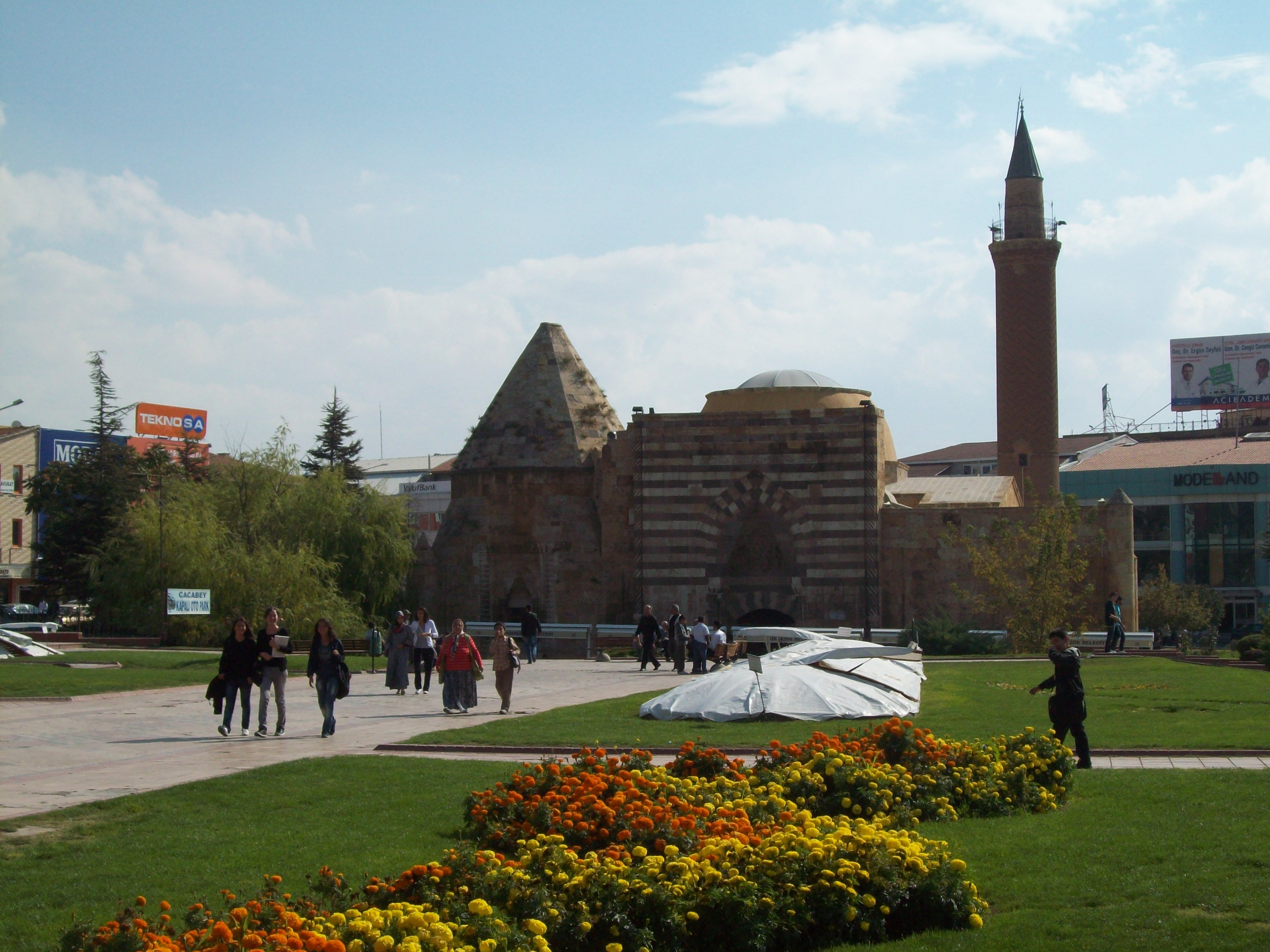
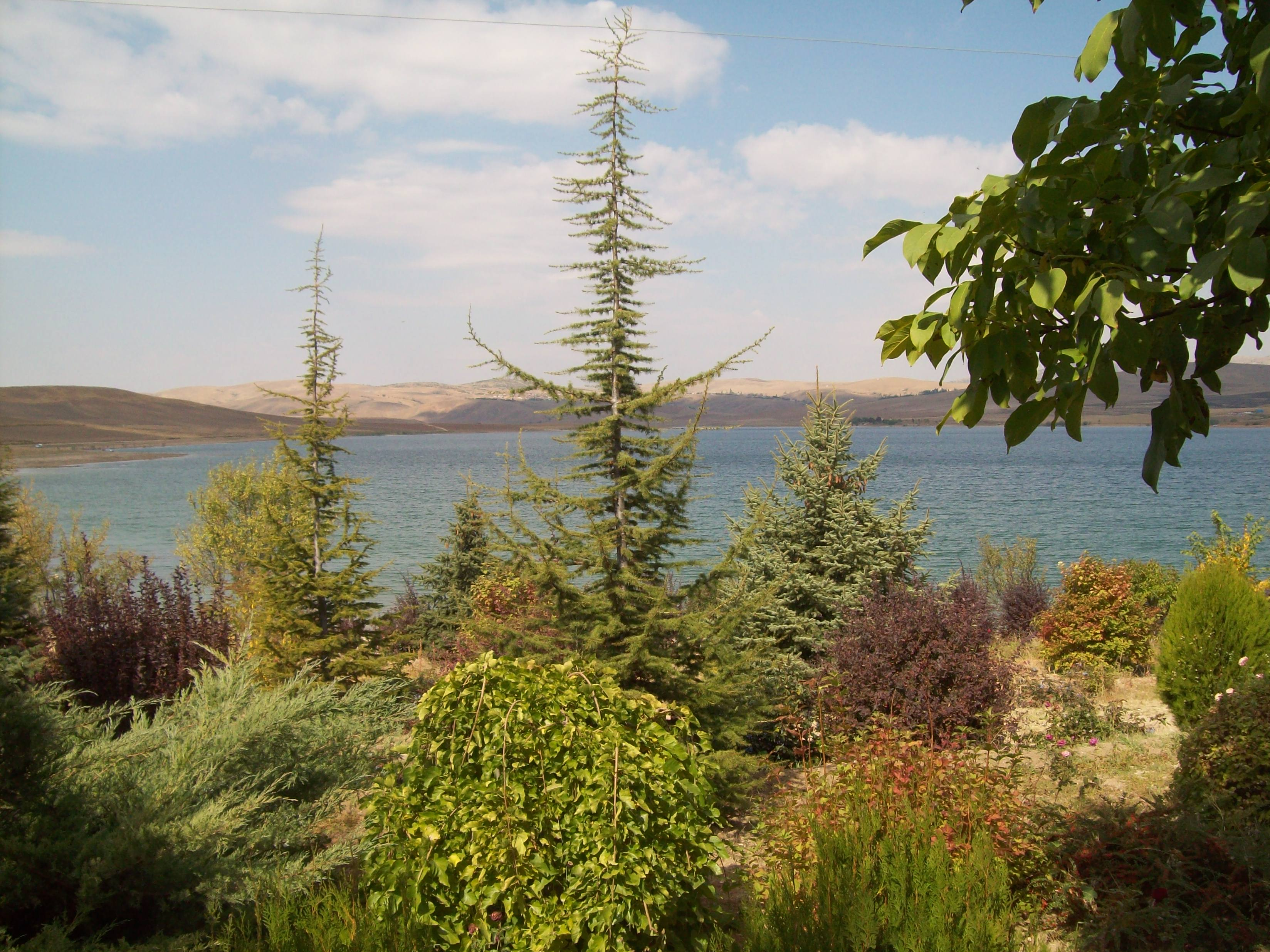
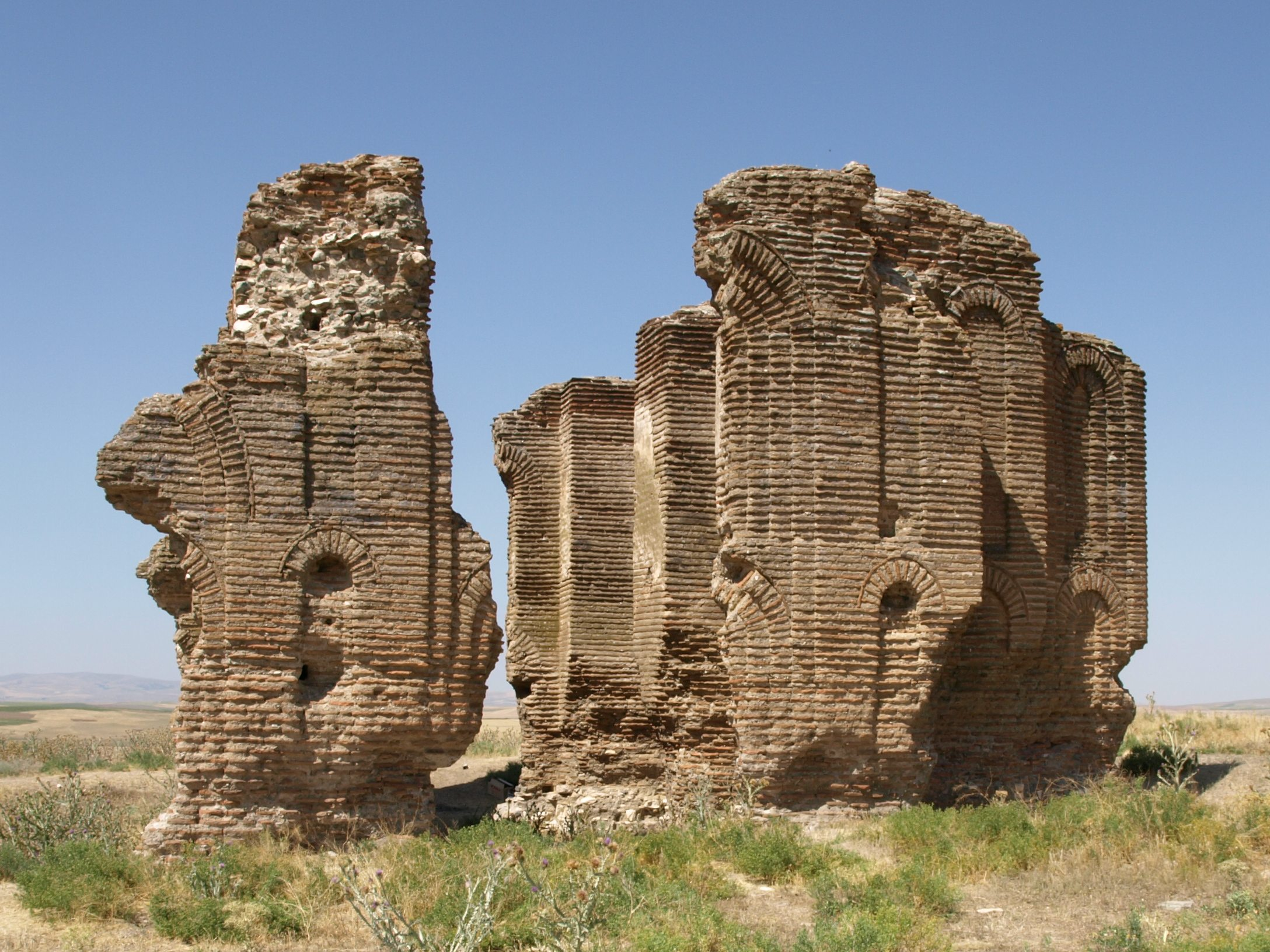
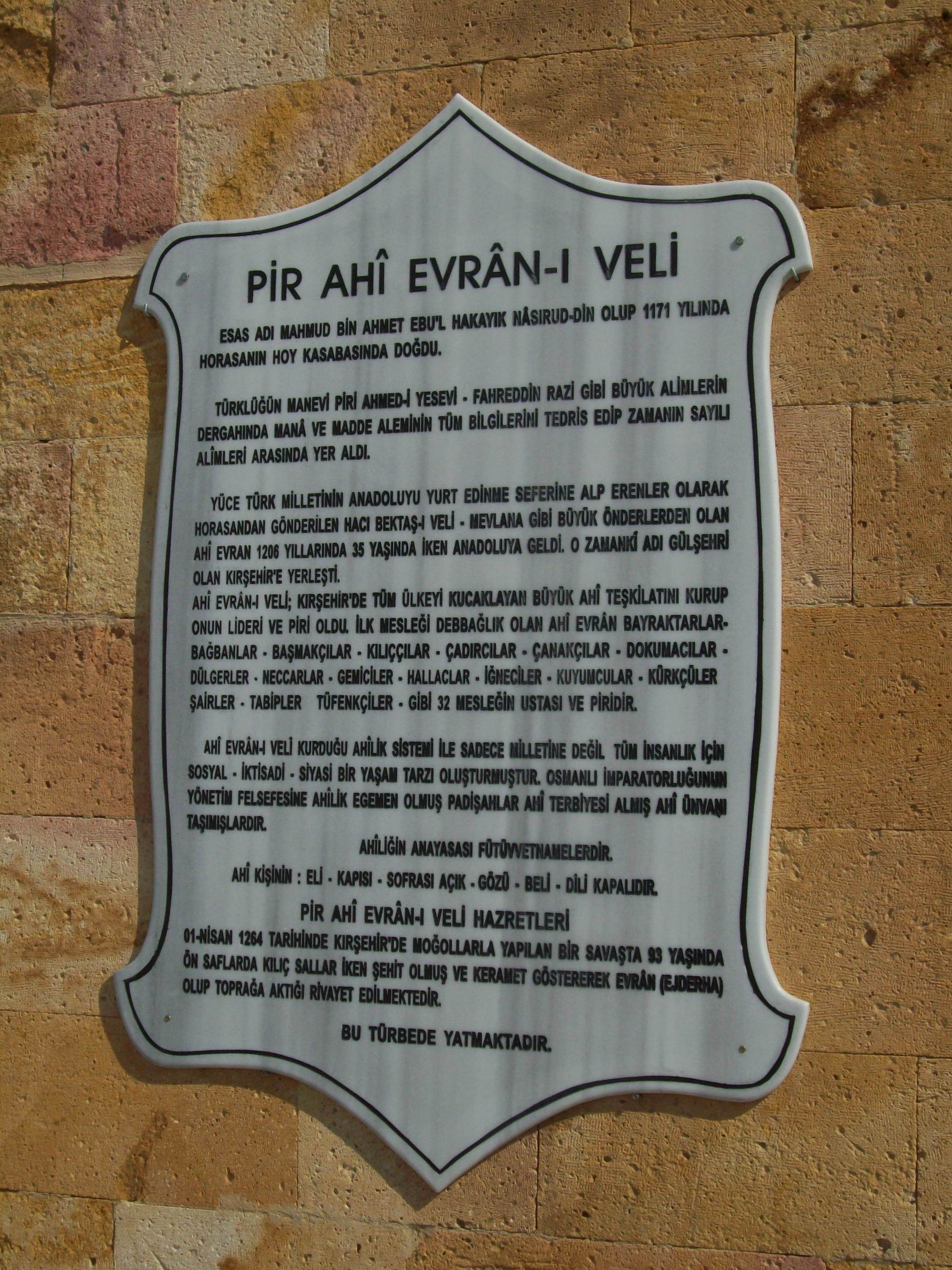

## توأمة
لقرشهر اتفاقيات توأمة مع:
- شاكا

## أعلام
- أرول كونكور
- مصطفى كابلان